# Deutsches Vertretungsbüro Ramallah
Das Deutsche Vertretungsbüro Ramallah ist die offizielle Vertretung der Bundesrepublik Deutschland in den Palästinensischen Autonomiegebieten.

## Lage und Gebäude
Das Bürogebäude der Vertretung befindet sich im Zentrum der Stadt Ramallah. Die Straßenadresse wird angegeben als: 13, Berlin Street, Ramallah. Die Berlin Street zweigt von der Municipality Street ab.
Es handelt sich um ein dreigeschossiges, im landestypischen Baustil errichtetes Gebäude.

## Auftrag und Organisation
Das Deutsche Vertretungsbüro Ramallah hat den Auftrag, die deutschen Beziehungen mit der palästinensischen Autonomiebehörde zu pflegen und die Bundesregierung über Entwicklungen in den palästinensischen Autonomiegebieten zu unterrichten.
In dem Vertretungsbüro werden die Sachgebiete Politik, Wirtschaft sowie Kultur und Wissenschaft bearbeitet.
Es werden umfangreiche konsularische Dienstleistungen für in den palästinensischen Autonomiegebieten lebende deutsche Staatsangehörige angeboten. Palästinenser benötigen für die Einreise nach Deutschland ein Visum, das sie im Vertretungsbüro beantragen können.

## Geschichte
Nach den Ergebnissen des Oslo-Friedensprozesses, nämlich der Prinzipienerklärung über die vorübergehende Selbstverwaltung (Oslo I, 13. September 1993), dem Gaza-Jericho-Abkommen (4. Mai 1994) und dem Interimsabkommen über das Westjordanland und den Gazastreifen (Oslo II, 1995), kam es zu der Einrichtung des offiziellen Vertretungsbüros, das seinen Sitz zunächst in Jericho hatte, bevor es nach Ramallah verlegt wurde.

## Liste der Leiter
| Name             | Amtszeit  |
| ---------------- | --------- |
| Jörg Ranau       | 2006–2008 |
|                  | 2008–2010 |
| Götz Lingenthal  | 2010–2012 |
| Barbara Wolf     | 2012–2015 |
| Peter Beerwerth  | 2015–2018 |
| Christian Clages | 2018–2021 |
| Oliver Owcza     | 2021–2025 |
| Anke Schlimm     | seit 2025 |